# Hinterer Brunnenkogel (Ötztaler Alpen)
Der Hintere Brunnenkogel (3438 m ü. A.) ist ein Gipfel in den Ötztaler Alpen in Tirol und liegt ca. 900 m nordnordwestlich des Mittelbergjochs. Nördlich vorgelagert ist der Vordere Brunnenkogel (3396 m ü. A.).
Seit dem Bau der zweiten Tranche der Pitztaler Gletscherbahn ist der Hintere Brunnenkogel mittels Gondelbahn leicht zu erreichen. Die Bergstation wurde nahe am Gipfel errichtet, damit ist diese Gondelbahn die höchste Österreichs. Das „Café 3440“, das an die Bergstation angebaut ist, gilt als das höchstgelegene Café Österreichs. Ebenso befindet sich eine Aussichtsplattform auf dem Gipfel, von der ein umfassender Überblick über die Ötztaler Alpen geboten ist. Zudem bietet der Berg einen guten Blick auf die Nordseite der drei Kilometer südlich liegenden Wildspitze.
Eine automatische Wetterstation der ZAMG befindet sich in 3429 m Höhe zwischen dem Cafe und dem höchsten Punkt. Deren Messwerte (siehe Weblinks) sind ständig auf der ZAMG-Internetseite präsent. Sie ist die mit Abstand (nächsttiefer befindliche Station in 3114 m Seehöhe auf dem Sonnblick) höchstgelegene ZAMG-Messstation. Die −30-°C-Marke wurde hier am 27. Februar 2018 mit −32,4 °C nach sechs Jahren wieder einmal unterschritten.

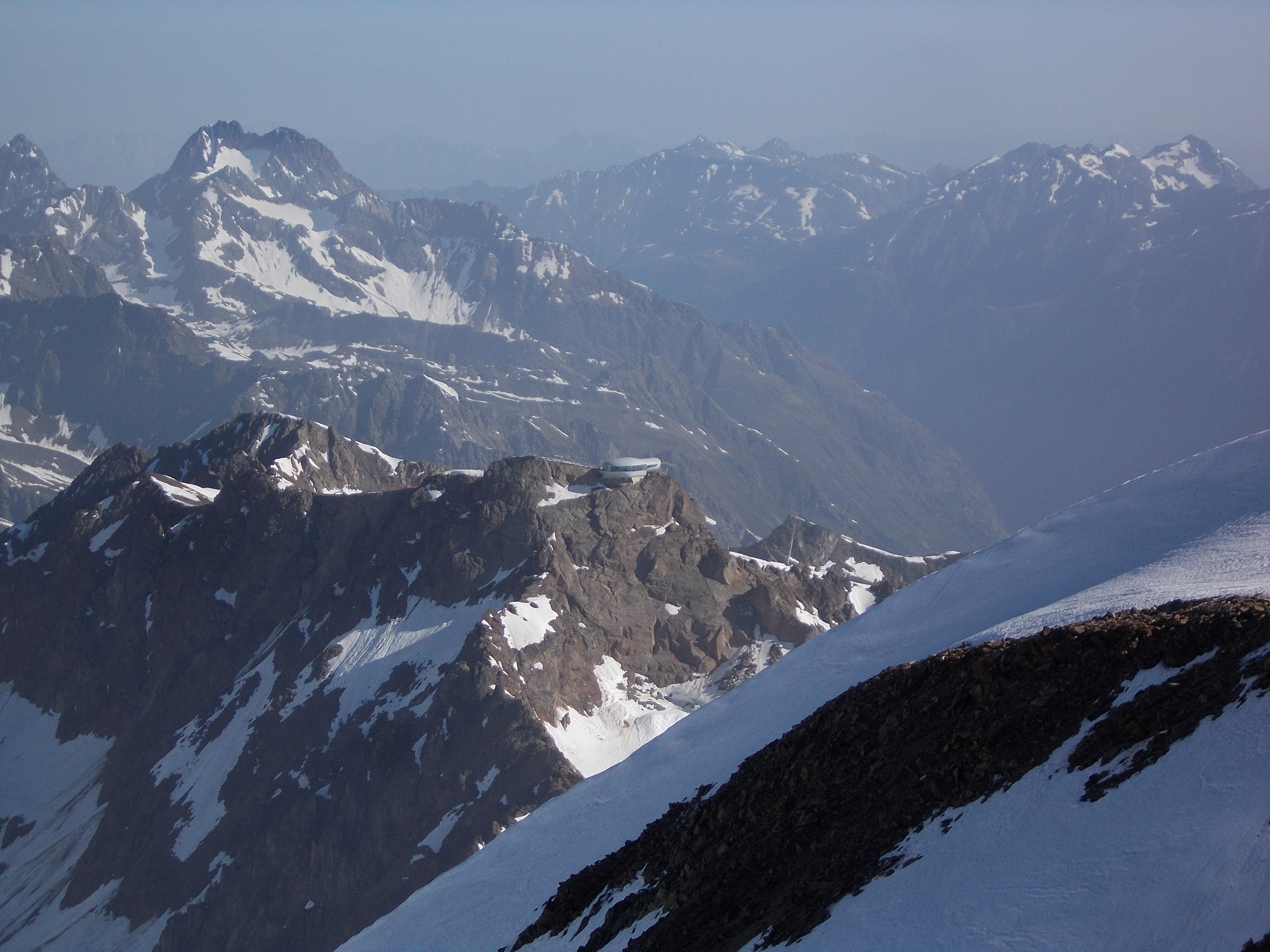
Hinterer Brunnenkogel von der Wildspitze, Rofelewand links oben